# زآگزانتین
زآگزانتین (به انگلیسی: Zeaxanthin) با فرمول شیمیایی C40H56O2 یک ترکیب شیمیایی با شناسه پاب‌کم 5280899 است. که جرم مولی آن 568.88 g/mol می‌باشد. شکل ظاهری این ترکیب، نارنجی-قرمز است.